# Зінченко Володимир Павлович
Володимир Павлович Зінченко (нар. 10 січня 1957, м. Глухів Глухівського району (нині - Шосткинського району) Сумської області Української РСР СРСР) — український педагог, проректор Глухівського національного педагогічного університету імені Олександра Довженка (1992-2019), кандидат педагогічних наук

## Викладацька діяльність
Володимир Зінченко захистив дисертацію на здобуття наукового кандидата наук з теми: «Формування у майбутніх учителів трудового навчання умінь управляти навчальною і трудовою діяльністю школярів».
Наукові інтереси:
- Теоретичні та методичні засади формування профорієнтаційної компетентності майбутнього педагога,
- Використання інноваційних технологій у процесі професійної підготовки педагога.

Нині обіймає посаду проректора з наукової роботи та міжнародних зв'язків.

## Нагороди
- Заслужений працівник освіти України (2009 р.)[3]
- Відмінник освіти України (2007 р.)
- Почесна грамота Кабінету Міністрів (2004 р.)[4]
- Почесна грамота Голови Сумської обласної державної адміністрації (1999 р.)
- Почесна відзнака Голови Сумської обласної державної адміністрації (2001 р.)

## Перелік публікацій
- Зінченко В. П. Педагогічні вміння як основа формування майстерності// педагогічна майстерність: проблеми, пошуки. перспективи: Монографія.- Київ-Глухів, 2005.- С.74-80.
- Зинченко В.П Процесс формирования профориентационной компетентности будущих учителей технологий / В. П. Зинченко // Актуальные проблемы технологического орбразования. Материалы международной научно-практической конференции. — Мозырь: МГПУ им. Шамякина, 2011. — 0,4 у.п.л. (рос.)
- Зінченко В. П. Використання інформаційно-комунікаційних технологій у підготовці майбутніх соціальних педагогів до профорієнтаційної роботи / Л. І. Міщик, В. П. Зінченко // Інформаційно-комунікаційні технології у сучасному освітньому просторі: Матеріали Всеукраїнського науково-методичного семінару. — Кременець: Кременецький обласний гуманітарно-педагогічний інститут ім. Тараса Шевченка, 2011.- С. 0,3 у.д.а.
- Зінченко В. П. Підготовка майбутніх соціальних педагогів до профорієнтаційної роботи засобами інформаційно-комунікаційних технологій та педагогічної проектної діяльності / В. П. Зінченко, Л. І. Міщик // Психолого-педагогічні проблеми сільської школи: збірник наукових праць Уманського державного педагогічного університету імені Павла Тичини.- Умань: ПП Жовтий О.О, 2011.- Випуск 39.- Частина 2.- С.110-116.
- Зінченко В. П. Методологія і методи наукових досліджень: навчальний посібник / О. М. Лівінський, О. І. Курок, В. М. Гридякін, В. П. Зінченко — Глухів, РВВ ГНПУ ім. О. Довженка, 2012. — 174 с.
- Зінченко Володимир Павлович. Професійна орієнтація учнів на уроках української мови та літератури [Текст]: метод. посіб. / Зінченко В. П., Медвідь Н. С. ; Глухів. держ. пед. ун-т ім. С. М. Сєргєєва-Ценського. — Глухів (Сум. обл.): РВВ ГНПУ ім. О. Довженка, 2010. — 49 с. : іл.
- Курок Олександр Іванович. Організація підготовки аспіранта і здобувача [Текст]: метод. рек. / [О. І. Курок, В. П. Зінченко] ; Глухів. нац. пед. ун-т ім. О. Довженка. — Глухів (Сум. обл.): ГНПУ, 2010. — 59 с.
- Формування профорієнтаційної компетентності педагога: теорія і практика [Текст]: монографія / В. П. Зінченко, В. Б. Харламенко, М. С. Янцур та ін. ; [ред. : В. П. Зінченко] ; Глухів. нац. пед. ун-т ім. О.Довженка. — Глухів (Сум. обл.): ГНПУ ім. О. Довженка, 2010. — 197 с. — Бібліогр. наприкінці розд. — ISBN 966-376-069-9
- Зінченко В. П. Професійна мобільність і профорієнтологічна компетентність як складові конкурентоспроможності педагога / В. П. Зінченко, Ю.І Завалевський // Вісник Глухівського національного педагогічного університету імені Олександра Довженка. Серія: Педагогічні науки. — Випуск 28. — Глухів, РВВ ГНПУ, 2015.- С.34-41. Зінченко В П. Формування  профорієнтологічної компетентності майбутніх учителів історії в процесі професійної підготовки / В. П. Зінченко, В. І. Абакумова // Вісник Черкаського університету. Серія: педагогічні науки. — 2016. — № 10. — С. 55- 68. Зінченко В. П.  Процес формування профорієнтаційної компетентності майбутніх учителів / В. П. Зінченко, В. В. Шакотько // Імідж сучасного педагога. — 2016. — № 8. — С. 13-17.